# Biedronka (typ jachtu)
Myszka – mała polska turystyczna łódź żaglowa z ożaglowaniem typu ket.
Łódź przeznaczona była dla dwóch osób do żeglowania po jeziorach. Zaprojektował ją Józef Grzegorzewski.

## Informacje techniczne
- długość: 4 m,
- szerokość: 1,38 m,
- zanurzenie: 0,75 m,
- ożaglowanie: 7 m²[1].